# 松岗镇
松岗镇（藏語：རྫོང་འགག，威利转写：rdzong 'gag），是中华人民共和国四川省阿坝藏族羌族自治州马尔康市下辖的一个乡镇级行政单位。

## 行政区划
松岗镇下辖以下地区：
七里村、松岗村、蒲尔玛村、直波村、哈飘村、丹波村、洛威村和莫斯都村。